# Вільшинківська сільська рада
Вільшинківська сільська рада — колишній орган місцевого самоврядування у колишньому Перечинському районі Закарпатської області з адміністративним центром у с. Вільшинки. Сільській раді було підпорядковано лише село Вільшинки.
Рада складалася з 14 депутатів та голови.

## Керівний склад сільської ради
| ПІБ                  | Основні відомості                                                 | Дата обрання | Дата звільнення |
| -------------------- | ----------------------------------------------------------------- | ------------ | --------------- |
| Цубина Іван Іванович | Сільський голова, 1966 року народження, освіта, безпартійний      | 26.03.2006   | 31.10.2010      |
| Цубина Іван Іванович | Сільський голова, 1966 року народження, освіта вища, безпартійний | 31.10.2010   |                 |

Примітка: таблиця складена за даними джерела

## Населення
Згідно з переписом УРСР 1989 року чисельність наявного населення сільської ради становила 581 особа, з яких 277 чоловіків та 304 жінки.
За переписом населення України 2001 року в сільській раді мешкало 560 осіб. 100 % населення вказало своєю рідною мовою українську мову.